# Giovanni Plantageneto, I duca di Bedford
Giovanni Plantageneto, I duca di Bedford (Inghilterra, 20 giugno 1389 – Rouen, 14 settembre 1435), è stato un principe della casa reale inglese. Terzo figlio superstite di Enrico IV d'Inghilterra e di Maria di Bohun, fu reggente di Francia per suo nipote, re Enrico VI d'Inghilterra, e uno dei reggenti d'Inghilterra.

## Biografia
Giovanni nacque il 20 giugno 1389 dal principe Enrico e Maria di Bohun. Nel 1399 suo padre si ribellò al cugino Riccardo II d'Inghilterra, detronizzandolo e salendo al trono come Enrico IV d'Inghilterra. Il 12 ottobre 1399, all'incoronazione del padre, Giovanni fu nominato cavaliere, mentre nel 1402 entrò a far parte dell'Ordine della Giarrettiera. Fra il 1403 e il 1405 le sue ricchezze aumentarono notevolmente grazie alle terre requisite ai Percy, e dal 1403 al 1414 fu Guardiano delle marche occidentali.
Nel 1413 suo padre morì e al trono salì suo fratello maggiore, che divenne Enrico V d'Inghilterra. Per suo volere l'anno seguente Giovanni ricevette i titoli di Conte di Kendal, Conte di Richmond e duca di Bedford. Nel 1422 anche Enrico morì, lasciando il trono al giovane nipote di Giovanni, Enrico VI d'Inghilterra di appena un anno. Lui e l'ultimo dei fratelli sopravvissuti, Umfredo Plantageneto, duca di Gloucester, entrarono in lizza per la reggenza della nazione. Giovanni tuttavia dovette concentrarsi sulla Guerra dei cent'anni, che andava progredendo in Francia e benché, formalmente, fosse lui ad essere reggente, durante la sua assenza fu il fratello Umfredo ad agire come Lord protettore.
Egli sconfisse più volte i francesi, catturando e facendo ucciderne i principali comandanti nella Battaglia di Verneuil, nel 1424. La situazione cambiò completamente dopo l'arrivo di Giovanna d'Arco, che risollevò le sorti dei francesi. Nel 1431 Giovanni ottenne l'arresto e l'esecuzione della futura Santa per l'accusa di Eresia, e nel 1431 tentò di nuovo e inutilmente di ottenere la corona di Francia per il nipote.
Fra il 1422 e il 1432 Giovanni fu governatore della Normandia e nel 1432 fu fondata sotto la sua egida l'Università di Caen. Importante ammiratore del Manoscritto miniato, ne commissionò molti sia da Parigi che dall'Inghilterra. Uno di essi, il Bedford Hours, è custodito presso la British Library.

### Matrimoni e morte
Il 14 giugno 1423, a Troyes, sposò Anna, figlia di Giovanni Senza Paura, duca di Borgogna. La nobile morì però di peste nel 1432. Il 22 aprile 1433 Giovanni si risposò con Giacometta, figlia di Pietro I di Lussemburgo-Saint Pol e di Margherita del Balzo.
Giovanni morì poco prima della stipulazione del trattato di Arras il 14 settembre 1435. Da nessuna delle sue due mogli ebbe figli, lasciando una sola figlia illegittima, Maria.

## Ascendenza
|                                            |                                          |                                          | Genitori                                      |  |  | Nonni |  |  | Bisnonni                  |  |  | Trisnonni                |  |
|                                            |                                          |                                          |                                               |  |  |       |  |  | Edoardo III d'Inghilterra |  |  | Edoardo II d'Inghilterra |  |
|                                            |                                          |                                          |                                               |  |  |       |  |  | Edoardo III d'Inghilterra |  |  | Edoardo II d'Inghilterra |  |
|                                            |                                          | Isabella di Francia                      |                                               |  |  |       |  |  | Edoardo III d'Inghilterra |  |  |                          |  |
| Giovanni Plantageneto, I duca di Lancaster |                                          |                                          |                                               |  |  |       |  |  | Edoardo III d'Inghilterra |  |  |                          |  |
|                                            |                                          | Filippa di Hainaut                       | Guglielmo I di Hainaut                        |  |  |       |  |  |                           |  |  |                          |  |
|                                            |                                          | Filippa di Hainaut                       | Guglielmo I di Hainaut                        |  |  |       |  |  |                           |  |  |                          |  |
|                                            |                                          | Filippa di Hainaut                       | Jeanne di Valois                              |  |  |       |  |  |                           |  |  |                          |  |
| Enrico IV d'Inghilterra                    |                                          | Filippa di Hainaut                       |                                               |  |  |       |  |  |                           |  |  |                          |  |
|                                            |                                          | Enrico Plantageneto, I duca di Lancaster | Enrico Plantageneto, III conte di Lancaster   |  |  |       |  |  |                           |  |  |                          |  |
|                                            |                                          | Enrico Plantageneto, I duca di Lancaster | Enrico Plantageneto, III conte di Lancaster   |  |  |       |  |  |                           |  |  |                          |  |
|                                            |                                          | Enrico Plantageneto, I duca di Lancaster | Maud Chaworth                                 |  |  |       |  |  |                           |  |  |                          |  |
| Bianca di Lancaster                        |                                          | Enrico Plantageneto, I duca di Lancaster |                                               |  |  |       |  |  |                           |  |  |                          |  |
|                                            |                                          | Isabella di Beaumont                     | Enrico di Beaumont                            |  |  |       |  |  |                           |  |  |                          |  |
|                                            |                                          | Isabella di Beaumont                     | Enrico di Beaumont                            |  |  |       |  |  |                           |  |  |                          |  |
|                                            |                                          | Isabella di Beaumont                     | Alice Comyn                                   |  |  |       |  |  |                           |  |  |                          |  |
| Giovanni Plantageneto, I duca di Bedford   |                                          | Isabella di Beaumont                     |                                               |  |  |       |  |  |                           |  |  |                          |  |
|                                            | William di Bohun, I conte di Northampton | Humphrey de Bohun, IV conte di Hereford  |                                               |  |  |       |  |  |                           |  |  |                          |  |
|                                            | William di Bohun, I conte di Northampton | Humphrey de Bohun, IV conte di Hereford  |                                               |  |  |       |  |  |                           |  |  |                          |  |
|                                            | William di Bohun, I conte di Northampton | Elizabeth d'Inghilterra                  |                                               |  |  |       |  |  |                           |  |  |                          |  |
| Humphrey di Bohun, VII conte di Hereford   | William di Bohun, I conte di Northampton |                                          |                                               |  |  |       |  |  |                           |  |  |                          |  |
|                                            |                                          | Elizabeth de Badlesmere                  | Bartolomeo di Badlesmere, I barone Badlesmere |  |  |       |  |  |                           |  |  |                          |  |
|                                            |                                          | Elizabeth de Badlesmere                  | Bartolomeo di Badlesmere, I barone Badlesmere |  |  |       |  |  |                           |  |  |                          |  |
|                                            |                                          | Elizabeth de Badlesmere                  | Margaret de Clare                             |  |  |       |  |  |                           |  |  |                          |  |
| Maria di Bohun                             |                                          | Elizabeth de Badlesmere                  |                                               |  |  |       |  |  |                           |  |  |                          |  |
|                                            |                                          | Richard FitzAlan, X conte di Arundel     | Edmund FitzAlan, IX conte di Arundel          |  |  |       |  |  |                           |  |  |                          |  |
|                                            |                                          | Richard FitzAlan, X conte di Arundel     | Edmund FitzAlan, IX conte di Arundel          |  |  |       |  |  |                           |  |  |                          |  |
|                                            |                                          | Richard FitzAlan, X conte di Arundel     | Alice de Warenne                              |  |  |       |  |  |                           |  |  |                          |  |
| Joan FitzAlan                              |                                          | Richard FitzAlan, X conte di Arundel     |                                               |  |  |       |  |  |                           |  |  |                          |  |
|                                            |                                          | Eleonora di Lancaster                    | Enrico Plantageneto, III conte di Lancaster   |  |  |       |  |  |                           |  |  |                          |  |
|                                            |                                          | Eleonora di Lancaster                    | Enrico Plantageneto, III conte di Lancaster   |  |  |       |  |  |                           |  |  |                          |  |
|                                            |                                          | Eleonora di Lancaster                    | Maud Chaworth                                 |  |  |       |  |  |                           |  |  |                          |  |
|                                            |                                          | Eleonora di Lancaster                    |                                               |  |  |       |  |  |                           |  |  |                          |  |